# Bandygymnasium
Bandygymnasium är gymnasieutbildningar där elever ges möjlighet att kombinera sin ordinarie skolgång med en satsning på bandy på elitnivå.
Under 2000-talet fanns två bandygymnasier med riksintag i Sverige, i Sandviken (startat 1977) och Nässjö. Sedan 2011 har dessa ersatts av så kallade Nationella idrottsutbildningar (NIU).

## Nationell Idrottsutbildning (NIU) i bandy
NIU är en kvalitetssäkrad gymnasieutbildning i samverkan mellan skola och specialidrottsförbund. Inom bandyn ansvarar Svenska Bandyförbundet för godkännande och uppföljning.
Utbildningen syftar till att utveckla bandyspelare tekniskt, taktiskt, fysiskt och mentalt, samt att möjliggöra en seriös satsning parallellt med gymnasiestudier. Eleverna får schemalagd träning, individuell utvecklingsplan och möjlighet till tävling under skoltid.

## Skolor med bandy- NIU i Sverige 2025
| Ort        | Skola                       |
| ---------- | --------------------------- |
| Växjö      | Kungsmadskolan              |
| Nässjö     | Brinellgymnasiet            |
| Sandviken  | Bessemerskolan              |
| Falun      | Hagströmska Gymnasiet       |
| Stockholm  | Midsommarkransens gymnasium |
| Rättvik    | Stiernhööksgymnasiet        |
| Västerås   | Widénska gymnasiet          |
| Ljusdal    | Slottegymnasiet             |
| Ljusdal    | Trägymnasiet                |
| Vänersborg | Birger Sjöberggymnasiet     |
| Göteborg   | Katrinelundsgymnasiet       |
| Bollnäs    | Torsbergsgymnasiet          |
| Edsbyn     | Voxnadalens gymnasium       |
| Uppsala    | Ellen Fries Gymnasium       |
| Uppsala    | Celsiusskolan               |
| Vetlanda   | Njudungsgymnasiet           |
| Kungälv    | Mimers Hus Gymnasium        |